# ملعوب علينا
ملعوب علينا قناة شبابية على موقع يوتيوب يقدمها فراس بقنه. تعتبر سابع أعلى قناة في عدد المشتركين من السعودية، ونالت تغطية عالمية بعد اعتقال ثلاثة من طاقم عمل المشروع في 16 أكتوبر 2011.

## الاعتقال
في 16 أكتوبر 2011 وبعد ستة أيام من إطلاق الحلقة الرابعة من البرنامج التي تناولت الفقر في السعودية وتلقيها أكثر من 400 ألف مشاهدة، استدعت السلطات ثلاثة من فريق العمل وهم فراس بقنه وحسام الدرويش وخالد الرشيد. تناقلت وسائل الإعلام الإلكترونية المحلية (دون تأكيد أو نفي رسميين) أن الاستدعاء كان لساعات للتحقيق بعد أن بث المعارض سعد الفقيه المقطع في قناته، لكن الاعتقال استمر أكثر من ذلك.
أطلقت حملات لدعم الفريق منها حملة لإيصال متابعي فراس على تويتر إلى 50 ألف متابع، وحملة لإضافة شعار القناة إلى الصور الشخصية شارك فيها أكثر من 8000؛ وكان سلمان العودة ومحمد حامد الأحمري ومحمد الحضيف وعلي الظفيري وفؤاد الفرحان وفهد البتيري ممن عبروا عن دعمهم للفريق. بعد أسبوعين من الاعتقال وفي 30 أكتوبر 2011 أطلقت السلطات سراح الثلاثة المعتقلين.

## قائمة الحلقات

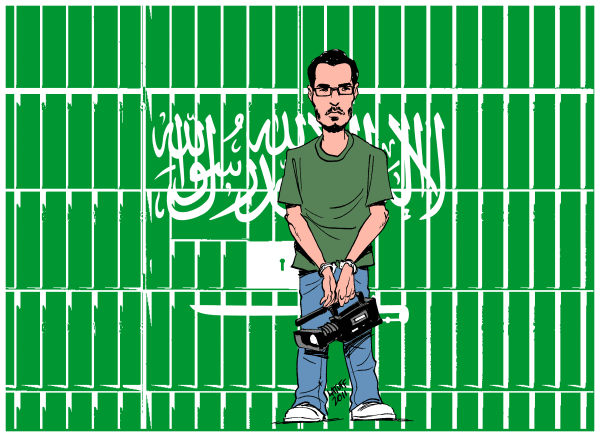
رسم كاريكتوري لكارلوس لطوف للمطالبة بإطلاق سراح فراس بقنه

| # | الاسم          | تاريخ النشر    | المدة |
| - | -------------- | -------------- | ----- |
| 1 | ساهر           | 24 يوليو 2011  | 8:35  |
| 2 | ارتفاع الأسعار | 19 أغسطس 2011  | 8:53  |
| 3 | الشاب السعودي  | 19 سبتمبر 2011 | 7:15  |
| 4 | الفقر          | 10 أكتوبر 2011 | 8:48  |